# Супершоу супербратьев Марио
«Супершоу супербратьев Марио» (англ. The Super Mario Bros. Super Show!) — американско-канадский анимационный сериал, основанный на персонажах игр Super Mario Bros. и Super Mario Bros. 2 компании Nintendo. Снимался с 1989 по 1990 год. Показан на каналах CTV в Канаде, Nickelodeon и Nick Jr в США.
Мультсериал разделён на 3 части: «Супербратья Марио», актёрский сериал «Жизнь Сантехников» и мультфильм «Легенда о Зельде» (по мотивам одноимённой серии игр).

## Сюжет
Братья Марио попали через канализацию в Грибное королевство и спасли принцессу Пич от короля Купы. Их цель: спасти королевство от зла и вернуться в Бруклин. Теперь Марио и Луиджи стали попадать в переделки Купы и других злодеев в своих приключениях, но они всегда спасаются и побеждают злодеев.

## Персонажи

#### Главные герои «Супербратья Марио»
- Марио (озвучивает Лу Альбано, в русском дубляже Александр Новиков) — главный герой мультсериала. Любит спагетти и итальянскую еду. Появляется в заставке и говорит: «Эй, соотечественники, это Супершоу Супербратьев Марио». В начале серии говорит о записках сантехника. Готов всегда помочь своим друзьям в беде. Его любимые фразы: «Только одна пицца?», «Спасите спагетти!», «Прыгающая лазанья!». В серии «Птица, птица» он думал, что птица дала ему спагетти, но это был червяк. В серии «Марио-король Крамалота» волшебник Мэрвин дал ему беговую дорожку, чтобы Марио похудел. В ответ Марио сделал чародея королём и убежал. В серии «Пираты Купы» Марио назвал себя капитаном Киддером. Он в основном сам не боится ничего.
- Луиджи (озвучивает Дэнни Уэлс, в русском дубляже Александр Комлев) — младший брат Марио. В сериале Луиджи более высокий, тощий и слабый, чем его брат. Он также более труслив, чем Марио, но может преодолеть свои страхи и проявить мужество, как в эпизоде «Птица, птица». Как и Марио, он любит спагетти. Верит в вампиров и оборотней. Хочет стать ниндзя.
- Принцесса Пич (озвучивает Дженнифер Элиас, в русском дубляже Ольга Зверева) — Принцесса Грибного королевства. В мультике, в отличие от игры, она смелее Луиджи. Она готова помочь Марио в трудной ситуации. В серии «Крепыш Марио и Ребёнок Луиджи» она не побоялась короля Купы. В серии «Вампир Купала» она чуть не стала вампиром. Она злится на врагов, если они причинили боль Марио или Луиджи.
- Тоад (озвучивает Джон Стокер, в русском дубляже Владимир Герасимов) — лучший друг Пич. Помогает Марио и Луиджи в опасности, хотя в опасности часто оказывается по своей вине. В эпизоде «Птица, птица» его посчитали за птенца. Но сантехники спасли его. Он предлагает Марио идеи в трудной ситуации.
- Король Купа Боузер (озвучивает Харви Аткин, в русской версии Александр Новиков) — заклятый враг Марио и его друзей. Пытается похитить принцессу Пич и захватить Грибное королевство, но у него это делать никак не получается. Ему часто удается захватить Марио и Луиджи в ловушки, но те всегда освобождаются. В мультике он имеет приспешников главного злодея из игры Super Mario Bros. 2, таких как мышь в солнцезащитных очках Маузера, пчеловечков, Лернейскую Гидру и других. Он может быть кем угодно в каждом эпизоде: например в первой серии — собой, во второй — злым королём, в третьей — злым шерифом, в четвёртой — султаном, и в других — в основном, изображает верховных правителей-тиранов.

#### Второстепенные герои Супербратья Марио
- Птица (Кэтлин Барр) — птица, принявшая Тоада за Чиппи. Она помогла сантехникам победить короля Купу в 1 серии.
- Волшебник Мэрвин (Джон Стокер) — волшебник Крамалота, пародия на Мерлина и Гэндальфа. Он просил Марио и его друзьям помочь спасти королевство от Короля Купы. После победы Мэрвин предложил Марио беговую дорожку для диеты, но Марио отказался.
- Маузер (Джон Стокер) — приспешник Купы, похожий на мышь в солнечных очках из игры Super Mario Bros. 2. Он заманил Марио и Луиджи в ловушку рекламными вывесками про итальянскую еду, но Тоад его победил.
- Джинн (Табита Сен-Жермен) — женщина-джинн из лампы, которую нашел Марио в подземелье султана Купы. Водопроводчик загадал 3 желания: Спасти Принцессу Пич от гарема Купы, победить Купу и съесть тонны итальянской еды.
- Королева Ротанда (Кэтлин Барр) — Королева страны перцев. Благодаря приворотному зелью она полюбила Марио. Её настоящий жених — принц Помпадор из томатного королевства.
- Авраам Линкольн (Брайан Драммонд) — 16 президент Америки. Появился в серии «Вниз по течению». Он помог Марио и Луиджи не дать королю Купе выиграть гонку на Миссисипи.

#### Главные персонажи «Легенды о Зельде»
- Линк (Джонатан Поттс) — главный герой. Носит зелёную одежду. Не давал злому волшебнику Ганону похитить трифорс.
- Зельда (Синтия Престон) — принцесса Хайрула и подруга Линка. Она хранила трифорс, что дало Ганону похитить её.
- Ганон (Колин Фокс) — главный злодей мультфильма. Живёт на Горе смерти.
- Мудрец (Ли Токар) — помощник Линка.

## Трансляция в мире

### В России
В России мультфильм транслировался с 1 сентября по 1 декабря 2003 года в блоке «Fox Kids» на канале RenTV с повтором с 29 марта по 30 апреля и снова с 31 мая по 30 июня 2004 года.